# SCGB3A1
SCGB3A1‏ (Secretoglobin family 3A member 1) هوَ بروتين يُشَفر بواسطة جين SCGB3A1 في الإنسان.